# Rio Dziwna

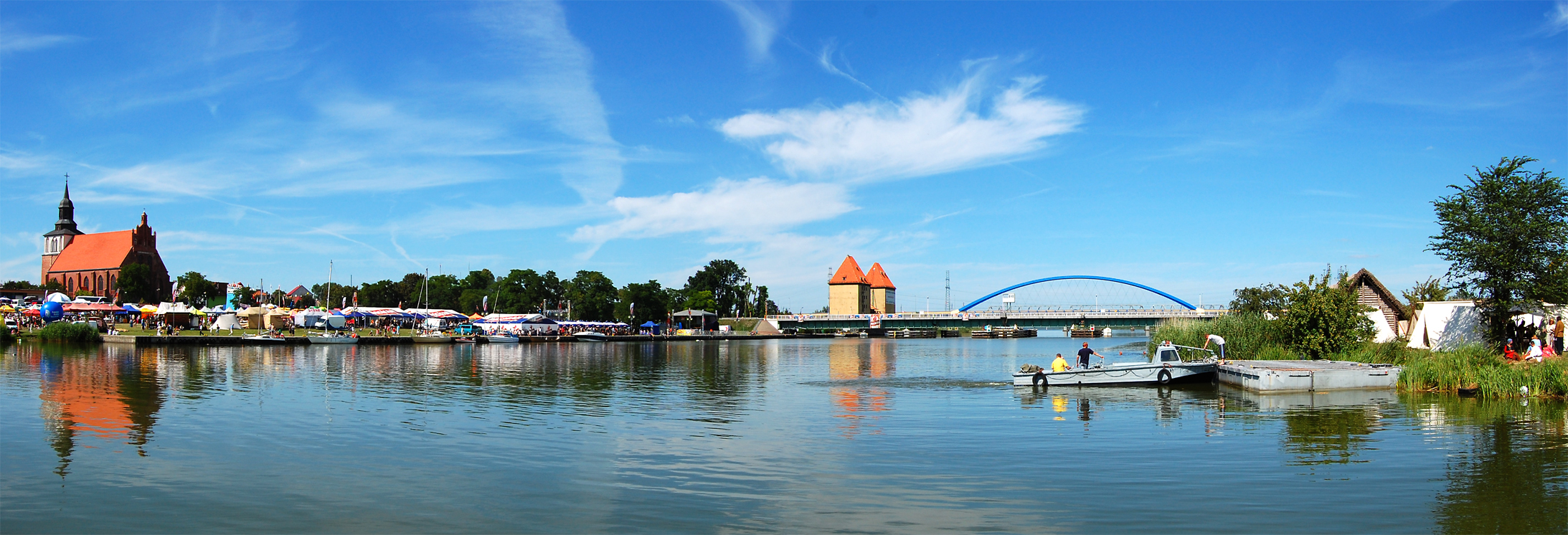
Dziwna em Wolin

O rio Dziwna (em alemão:  Dievenow) é um estreito ao leste, um rio ou um ramo do Rio Oder entre três estreitos que conectam a Lagoa Oder com a Baía de Pomerânia do Mar Báltico, entre a Ilha Wolin e a Polônia continental.
Principais cidades banhadas pelo Dziwna:
- Wolin
- Kamień Pomorski
- Dziwnów